# Chińska Republika Ludowa na Mistrzostwach Świata w Lekkoatletyce 2019
Chińska Republika Ludowa na Mistrzostwach Świata w Lekkoatletyce 2019 – reprezentacja Chińskiej Republiki Ludowej podczas mistrzostw świata w Doha liczyła 59 zawodników.

## Medaliści
| Medal  | Zawodnik        | Konkurencja    | Rezultat | Data           |
| ------ | --------------- | -------------- | -------- | -------------- |
| złoto  | Liang Rui       | chód na 50 km  | 4:23:26  | 28 września    |
| złoto  | Liu Hong        | chód na 20 km  | 1:32:53  | 29 września    |
| złoto  | Gong Lijiao     | pchnięcie kulą | 19,55    | 3 października |
| srebro | Li Maocuo       | chód na 50 km  | 4:26:40  | 28 września    |
| srebro | Qieyang Shenjie | chód na 20 km  | 1:33:10  | 29 września    |
| srebro | Liu Shiying     | rzut oszczepem | 65,88    | 1 października |
| brąz   | Wang Zheng      | rzut młotem    | 74,76    | 28 września    |
| brąz   | Yang Liujing    | chód na 20 km  | 1:33:17  | 29 września    |
| brąz   | Lü Huihui       | rzut oszczepem | 65,49    | 1 października |

## Skład reprezentacji

### Kobiety
| Zawodniczka                                     | Konkurencja                   | Eliminacje | Eliminacje | Półfinał | Półfinał | Finał   | Finał   | Źródło             |
| Zawodniczka                                     | Konkurencja                   | Wynik      | Pozycja    | Wynik    | Pozycja  | Wynik   | Pozycja | Źródło             |
| ----------------------------------------------- | ----------------------------- | ---------- | ---------- | -------- | -------- | ------- | ------- | ------------------ |
| Ge Manqi                                        | bieg na 100 m                 | 11,28      | 19. q      | 11,31    | 21.      | NQ      | NQ      | [ 1 ] [ 2 ]        |
| Liang Xiaojing                                  | bieg na 100 m                 | 11,18      | 9. Q       | 11,20    | 13.      | NQ      | NQ      | [ 1 ] [ 2 ]        |
| Wei Yongli                                      | bieg na 100 m                 | 11,28      | 18. q      | 11,28    | 17.      | NQ      | NQ      | [ 1 ] [ 2 ]        |
| Liang Xiaojing                                  | bieg na 200 m                 | 23,27      | 28.        | NQ       | NQ       | NQ      | NQ      | [ 3 ]              |
| Zhang Man                                       | bieg na 200 m                 | 23,60      | 39.        | NQ       | NQ       | NQ      | NQ      | [ 3 ]              |
| Wang Chunyu                                     | bieg na 800 m                 | 2:03,25    | 22. Q      | 2:02,84  | 19.      | NQ      | NQ      | [ 4 ] [ 5 ]        |
| Ciren Cuomu                                     | maraton                       | —          | —          | —        | —        | 3:01:56 | 33.     | [ 6 ]              |
| Li Dan                                          | maraton                       | —          | —          | —        | —        | DNF     | DNF     | [ 6 ]              |
| Ma Yugui                                        | maraton                       | —          | —          | —        | —        | 2:55:24 | 24.     | [ 6 ]              |
| Xu Shuangshuang                                 | bieg na 3000 m z przeszkodami | 9:42,23    | 23.        | —        | —        | NQ      | NQ      | [ 7 ]              |
| Zhang Xinyan                                    | bieg na 3000 m z przeszkodami | 9:43,75    | 25.        | —        | —        | NQ      | NQ      | [ 7 ]              |
| Liang Xiaojing Wei Yongli Kong Lingwei Ge Manqi | sztafeta 4 × 100 m            | 42,36      | 3. Q       | —        | —        | DSQ     | DSQ     | [ 8 ] [ 9 ] [ 10 ] |
| Liu Hong                                        | chód na 20 km                 | —          | —          | —        | —        | 1:32:53 | 1.      | [ 11 ]             |
| Qieyang Shenjie                                 | chód na 20 km                 | —          | —          | —        | —        | 1:33:10 | 2.      | [ 11 ]             |
| Yang Jiayu                                      | chód na 20 km                 | —          | —          | —        | —        | DSQ     | DSQ     | [ 11 ]             |
| Yang Liujing                                    | chód na 20 km                 | —          | —          | —        | —        | 1:33:17 | 3.      | [ 11 ]             |
| Li Maocuo                                       | chód na 50 km                 | —          | —          | —        | —        | 4:26:40 | 2.      | [ 12 ]             |
| Liang Rui                                       | chód na 50 km                 | —          | —          | —        | —        | 4:23:26 | 1.      | [ 12 ]             |
| Ma Faying                                       | chód na 50 km                 | —          | —          | —        | —        | 4:34:56 | 5.      | [ 12 ]             |

| Zawodniczka  | Konkurencja    | Kwalifikacje | Kwalifikacje | Finał | Finał   | Źródło        |
| Zawodniczka  | Konkurencja    | Wynik        | Pozycja      | Wynik | Pozycja | Źródło        |
| ------------ | -------------- | ------------ | ------------ | ----- | ------- | ------------- |
| Li Ling      | skok o tyczce  | 4,60         | 10. Q        | 4,50  | 13.     | [ 13 ] [ 14 ] |
| Xu Huiqin    | skok o tyczce  | 4,50         | 19.          | NQ    | NQ      | [ 13 ] [ 14 ] |
| Gong Lijiao  | pchnięcie kulą | 18,96        | 3. Q         | 19,55 | 1.      | [ 15 ] [ 16 ] |
| Song Jiayuan | pchnięcie kulą | 17,24        | 23.          | NQ    | NQ      | [ 15 ] [ 16 ] |
| Zhang Linru  | pchnięcie kulą | 17,65        | 17.          | NQ    | NQ      | [ 15 ] [ 16 ] |
| Chen Yang    | rzut dyskiem   | 63,10        | 7. Q         | 63,38 | 4.      | [ 17 ] [ 18 ] |
| Feng Bin     | rzut dyskiem   | 62,51        | 9. q         | 62,48 | 5.      | [ 17 ] [ 18 ] |
| Liu Tingting | rzut młotem    | 67,11        | 25.          | NQ    | NQ      | [ 19 ] [ 20 ] |
| Luo Na       | rzut młotem    | 71,35        | 12. q        | 72,04 | 8.      | [ 19 ] [ 20 ] |
| Wang Zheng   | rzut młotem    | 72,65        | 7. Q         | 74,76 | 3.      | [ 19 ] [ 20 ] |
| Liu Shiying  | rzut oszczepem | 63,48        | 3. q         | 65,88 | 2.      | [ 21 ] [ 22 ] |
| Lü Huihui    | rzut oszczepem | 67,27        | 1. Q         | 65,49 | 3.      | [ 21 ] [ 22 ] |
| Su Lingdan   | rzut oszczepem | 58,56        | 19.          | NQ    | NQ      | [ 21 ] [ 22 ] |
| Yu Yuzhen    | rzut oszczepem | 53,38        | 30.          | NQ    | NQ      | [ 21 ] [ 22 ] |

### Mężczyźni
| Zawodnik                                                     | Konkurencja                | Preeliminacje | Preeliminacje | Eliminacje | Eliminacje | Półfinał | Półfinał | Finał   | Finał   | Źródło               |
| Zawodnik                                                     | Konkurencja                | Wynik         | Pozycja       | Wynik      | Pozycja    | Wynik    | Pozycja  | Wynik   | Pozycja | Źródło               |
| ------------------------------------------------------------ | -------------------------- | ------------- | ------------- | ---------- | ---------- | -------- | -------- | ------- | ------- | -------------------- |
| Su Bingtian                                                  | bieg na 100 m              | BYE           | BYE           | 10,21      | 22. q      | 10,23    | 21.      | NQ      | NQ      | [ 23 ] [ 24 ] [ 25 ] |
| Xie Zhenye                                                   | bieg na 100 m              | BYE           | BYE           | 10,19      | 16. Q      | 10,14    | 13.      | NQ      | NQ      | [ 23 ] [ 24 ] [ 25 ] |
| Xu Zhouzheng                                                 | bieg na 100 m              | 10,35         | 3. Q          | 10,37      | 36.        | NQ       | NQ       | NQ      | NQ      | [ 23 ] [ 24 ] [ 25 ] |
| Xie Zhenye                                                   | bieg na 200 m              | —             | —             | 20,20      | 6. Q       | 20,03    | 3. q     | 20,14   | 7.      | [ 26 ] [ 27 ] [ 28 ] |
| Duo Bujie                                                    | maraton                    | —             | —             | —          | —          | —        | —        | DNF     | DNF     | [ 29 ]               |
| Yang Shaohui                                                 | maraton                    | —             | —             | —          | —          | —        | —        | 2:15:17 | 20.     | [ 29 ]               |
| Xie Wenjun                                                   | bieg na 110 m przez płotki | —             | —             | 13,38      | 7. Q       | 13,22    | 6. q     | 13,29   | 5.      | [ 30 ] [ 31 ] [ 32 ] |
| Zeng Jianhang                                                | bieg na 110 m przez płotki | —             | —             | 13,68      | 26.        | NQ       | NQ       | NQ      | NQ      | [ 30 ] [ 31 ] [ 32 ] |
| Su Bingtian Xu Zhouzheng Wu Zhiqiang Bie Ge Xie Zhenye (el.) | sztafeta 4 × 100 m         | —             | —             | 37,79      | 4. Q       | —        | —        | 38,07   | 6.      | [ 33 ] [ 34 ]        |
| Cai Zelin                                                    | chód na 20 km              | —             | —             | —          | —          | —        | —        | DNF     | DNF     | [ 35 ]               |
| Wang Kaihua                                                  | chód na 20 km              | —             | —             | —          | —          | —        | —        | 1:29:52 | 8.      | [ 35 ]               |
| Yin Jiaxing                                                  | chód na 20 km              | —             | —             | —          | —          | —        | —        | 1:29:53 | 9.      | [ 35 ]               |
| Luo Yadong                                                   | chód na 50 km              | —             | —             | —          | —          | —        | —        | 4:06:49 | 5.      | [ 36 ]               |
| Niu Wenbin                                                   | chód na 50 km              | —             | —             | —          | —          | —        | —        | 4:05:36 | 4.      | [ 36 ]               |
| Wang Qin                                                     | chód na 50 km              | —             | —             | —          | —          | —        | —        | DNF     | DNF     | [ 36 ]               |

| Zawodnik        | Konkurencja    | Kwalifikacje | Kwalifikacje | Finał | Finał   | Źródło        |
| Zawodnik        | Konkurencja    | Wynik        | Pozycja      | Wynik | Pozycja | Źródło        |
| --------------- | -------------- | ------------ | ------------ | ----- | ------- | ------------- |
| Huang Changzhou | skok w dal     | 7,81         | 16.          | NQ    | NQ      | [ 37 ] [ 38 ] |
| Wang Jianan     | skok w dal     | 7,89         | 11. q        | 8,20  | 6.      | [ 37 ] [ 38 ] |
| Zhang Yaoguang  | skok w dal     | 7,82         | 14.          | NQ    | NQ      | [ 37 ] [ 38 ] |
| Ruiting Wu      | trójskok       | 16,90        | 10. q        | 16,97 | 9.      | [ 39 ] [ 40 ] |
| Fang Yaoqing    | trójskok       | 16,92        | 9.           | 16,65 | 10.     | [ 39 ] [ 40 ] |
| Zhu Yaming      | trójskok       | 16,79        | 16.          | NQ    | NQ      | [ 39 ] [ 40 ] |
| Wang Yu         | skok wzwyż     | 2,29         | 7. q         | 2,24  | 10.     | [ 41 ] [ 42 ] |
| Ding Bangchao   | skok o tyczce  | 5,60         | 21.          | NQ    | NQ      | [ 43 ] [ 44 ] |
| Huang Bokai     | skok o tyczce  | 5,75         | 6. Q         | 5,55  | 9.      | [ 43 ] [ 44 ] |
| Yao Jie         | skok o tyczce  | NH           | NH           | NQ    | NQ      | [ 43 ] [ 44 ] |
| Liu Qizhen      | rzut oszczepem | 75,81        | 25.          | NQ    | NQ      | [ 45 ]        |
| Zhao Qinggang   | rzut oszczepem | NH           | NH           | NQ    | NQ      | [ 45 ]        |